# Cyrnus monserrati
Cyrnus monserrati är en nattsländeart som beskrevs av Gonzalez och Otero 1983. Cyrnus monserrati ingår i släktet Cyrnus och familjen fångstnätnattsländor. Inga underarter finns listade i Catalogue of Life.